# Ion Jurca Rovina
Ion Jurca Rovina (n. 1 octombrie 1940, comuna Bucureșci, județul Hunedoara) este un scriitor, poet, dramaturg, publicist și cronicar teatral român, membru al Uniunii Scriitorilor din România și al Uniunii Teatrale din România – UNITER. A desfășurat o activitate literară și jurnalistică remarcabilă, contribuind semnificativ la viața culturală a Timișoarei și regiunii Banat.

## Biografie
Născut în satul Rovina, comuna Bucureșci, județul Hunedoara, Ion Jurca Rovina a urmat cursurile Școlii generale din Liebling (jud. Timiș), apoi Colegiul Național „Constantin Diaconovici- Loga” din Timișoara (1955–1959). A absolvit Facultatea de Filologie, secția română-germană, a Universității din Timișoara, în anul 1965.
Și-a început activitatea profesională ca profesor de limba română și limba franceză în comuna Almaș, județul Arad. Ulterior, a lucrat ca bibliotecar, corector de presă și apoi redactor principal la diverse publicații și edituri din Timișoara, inclusiv „Drapelul Roșu”, editura „Facla” (1987–1990) și ziarul „Renașterea bănățeană”. A fost inițiator și coordonator al revistei de teatru Spectacol (2001–2003).
Din 2005 este cronicar dramatic al revistei Teatrul azi, colaborând cu cronici și articole despre spectacolele din teatrele din Timișoara, Reșița, Arad, Deva și despre festivaluri naționale.

## Debut
Debutul literar a avut loc în martie 1966, în revista Familia, cu poeziile „Gările, morile noastre de vânt” și „Suflete sărac”. A debutat editorial cu romanul Fericiți când renaștem, publicat la Editura Facla în 1976.
„Ion Jurca Rovina este nu doar autorul unor volume, ci al unei ample scrieri, fixând repere statornice în roman și povestire, în lirică și dramaturgie. Plasare și glisarea în zone de creație diversă nu mai pot reprezenta o surpriză la un scriitor de tenacitatea lui Ion Jurca Rovina.” Ca atare prezentat de către Alexandru Ruja în Istoria literaturii române contemporane din vest, prozatorul își urmează parcursul romanesc, după debutul cu o carte de dragoste, într-o amplă abordare realistă cu efect social, psihologic, istoric, al transmutării dintr-un spațiu al existenței precare spre altul cu promisiunea unei noi întemeieri, cum ne sugerează și titlul Noua promisiune. Un roman al deziluziei cu dramatismul de rigoare, în contrapunct cu imaginea câmpiei și amintirea dedublată a copilului.
La patru ani distanță, romancierul traversează o etapă a schimbării stilistice, cu așa zisul titlu Scoica de aur, adoptat sub presiunea cenzurii în detrimentul celui propus Cine rămâne treaz. Câștigul, totuși, fiind un „experiment modern”, cum își intitulează cronica, criticul literar de atunci Nicolae Georgescu, ”Rovina mânuind cu pricepere tehnica trecerii de la persoana naratorului către cele din narațiune ori aceea a împletirii timpurilor verbale.” Timpuri care își vor face un adevărat joc existențial în versiunea retipărită după 1989, Cine rămâne treaz, cu precizarea Starea de veghe.           
Saltul în viziunea asupra timpului supus schimbării (prin evenimentele din decembrie 1989) se produce în Moștenitorii iadului sau Cartea bolnavă. După cum își încheie  excelenta sa exegeză critică în prefața la  a doua ediție, Omul și puntea, Eugen Dorcescu: … Un roman original și viguros, de o modernitate stilistică și compozițională bine controlată, elogiu adus libertății de a crede („Dar azi, liberă, rugăciunea renaște”), precum și libertății oferite de Carte: „Ești liber în Carte”…  Ori cum o mai definește Alexandru Ruja: „Cartea însăși se lasă scrisă, devine personaj”… „ O carte a vinei asumate” – Ion Arieșanu. Altfel, Eugen Evu: „Un roman radiografic, spectral… prin stilistica impecabilă a unui „coborâtor în infern” deloc orfic, ci,  neo-dantesc”.  
Ca un corolar definitoriu, epopeic, cartea din 2025, Oul apocaliptic, cartea-țintă, cum și-o numește autorul, denumire preluată de Adrian Dinu Rachieru, în volumul Puzzle banatic (Ion Jurca Rovina, un prozator mutant). „Ca ficțiune în imaginar, alegorizând, romancierul cinstește – levitând – Femeia, ca personaj generic, abstract, dar sub întruchipări istoricește datate… într-o lume absurdă „ecluzând monștri”.  O carte sinteză.”
Sinteză, printr-o programată osmoză între narațiune, teatralitate și transcendere poetică.
Cât privește poetul Ion Jurca Rovina, după cum precizează Marian Odangiu, sub titlul Habent sua fata în cartea Arhipelagul de hârtie: „În logica firească a destinului său literar, Ion Jurca Rovina ar fi trebuit să debuteze în literatură la începutul anilor 70, cu un volum de versuri. N-a fost să fie: după cutuma vremii (și a vremurilor), plimbată prin sertarele editurii, cartea i-a fost restituită autorului după mai bine de un an, însoțită de recomandarea de a fi refăcută, în senul „cumințirii”  revoltei imanente, dar și al notei de „abisal” al poemelor. Avea să apară după aproape treizeci  de ani, în 1966… 
Majoritatea poemelor sunt amplu discursive, anticalofilie și parabolizante, conțin scenarii sfidătoare, explozive, prin succesiunea de imagini suprarealiste, prin intransigența tonului, prin cascadele de adresări directe îndreptate și către sine, și către cei din jur, către „țara în care nu e nimeni treaz”, spre a denunța acceptarea pustiirii sufletești, izolarea, lipsa de acțiune, dedublarea, aneantizarea ființei”.
Pentru ca, persistând,  poetul,  în transcendere cu versul, să probeze, inspirat  și de o  teatralitate poematică,  universul cosmic, în volumul Infinitul singur (2022), considerat de către critic a fi, în esența lui,  „eminamente conceptual”. 
Doar aparent apariția dramaturgului în scrisul lui Ion Jurca Rovina poate fi considerată o surpriză. Și asta, nu pentru că îndelunga prestație  de cronicar dramatic l-ar fi determinat să scrie el însuși texte de teatru, acest demers fiind-i doar „lecție” în abordare, în cele din urmă. Încă student fiind, a cochetat cu ideea de a scrie o piesă cu destinul tragic al poetului rus Serghei Esenin, tentativă abandonată, dar reluată iar fără izbândă, după vârsta de patruzeci de ani. Pentru ca odată cu libertatea câștigată, începând din 1994, să revină și să se țină statornic de conceput și scris texte pentru scenă. O primă reușită poate fi numită piesa Râzi, nebunule, și pentru mine! având să fie jucată pe scena Teatrului ”Merlin” din Timișoara. După ce îi va fi apărut primul volum de teatru, Piscina. Au urmat într-un revelator parcurs teatral, alte volume între care și cel cu Esenin, Nopți fără heruvim, ce avea să devină pe scena Naționalului timișorean Nopți cu Isadora. Ori, cu revenire acasă, Oul natal, o „parabolă-pamflet”, cum  numea piesa cu același titlu din volum, Constantin Paraschivescu în cronica sa din „Teatrul azi”. O obsesie mai veche, Napoleon, cu perioade pro și contra, până când, după o asiduă documentare, a ieșit textul cu destinul împăratului de pe insula Sfânta Elena, într-o dramatică rememorare a ostaticului și cu o viziune europeană, Dragoste cu Europa. În aplicata sa receptare din revista „Teatrul azi”, regretatul Constantin Paraschivescu scrie: „Trebuie spus că această răsfrângere în oglindă a propriei existențe de excepție  nu e cronologică, nu reconstituie o biografie, ci urmează sinuozitățile unei frământări a spiritului, în deslușirea unui raport de destin cu sine însuși…  Ca pe o claviatură cu note senine și grave, acute și lente, aprige și meditative. Personajul său e fascinant și complex, distribuit într-o versiune  unde își joacă lucid rolul, cu intensitate și har, umor, emoție uneori”. 
În virtutea numitei obsesii tripticul teatral cu Napoleon a fost completat cu alte două texte, Delir și destin și Oglinzi oarbe, tipărit sub titlul Oglinzi oarbe. Expertul în spațiul teatral, poetul și cronicarul dramatic, deopotrivă editor, Ion Cocora își postfațează mesajul: „Ion Jurca Rovina este un dramaturg ambițios și complex… De fiecare dată, indiferent de forma scriiturii pe care o folosește, oscilând între un spațiu real și altul parabolic, când între imaginar și absurd, când apelând la documente, „viziunile lui dramaturgice”, ca și acest volum Oglinzi oarbe, nu au nimic de circumstanță, conjunctural,și perisabil, ci, atât în text, cât și în subtext, au plauzibilitate și un fond care îndeamnă la reflecție”. 
Cu siguranță, această modalitate l-a ajutat pe dramaturg ca în ulterioarele sale trei piese, tipărite în  volumul Îngeri de sânge, semnificația lor istorică să fie evidențiată din perspectiva unor expresii teatrale  cât se poate de actualizate. Sub semnul indisolubil al unei așa-zise triade inconfundabile prin destinele celor trei eroi: Constantin Brâncoveanu, Avram Iancu, Mihai Eminescu. Istoria, o temă predilectă a autorului, în viziune existențială, cu adecvare și concretizare prin devenire europeană, implicând în timp  și  latura ei religioasă. Maria din Magdala, este monodrama care aduce în prim-plan dezbaterea despre destinul femeii în noua viziune a celui sacrificat pe cruce întru evanghelica mântuire. Poate că nu întâmplător, tocmai la montarea acestei piese pe scena Teatrului Național din Timișoara, dramaturgul Ion Jurca Rovina, în interviul din revista Teatrului, la întrebarea: Ce vă este mai aproape – teatrul, romanul, poezia sau analiza teatrală? dă un răspuns definitoriu pentru creația sa: „Romanul mi-a fost aproape, platoșă să-mi pot defini un drum în viață. Fără să abdic, i-am respectat, cu propriile invenții, arhitectura, fiindu-mi ca o casă în care pot locui și astăzi, cu ferestrele deschise. Poezia m-a ținut cu mine, chiar și atunci când, cenzurată, mi-a fost trimisă în sertar. Teatrul, sigur, cu teatrul am ieșit în  libertate, în lume. Exteriorizat, cu viziuni, iertați-mi exaltarea, în omenire. În cronicile mele am fost și sunt aproape de scenă, punctual, fără sfaturi și inventate atacuri”.                 

## Distincții
Diploma de Excelență pentru întreaga activitate literară, acordată în 2001 de Filiala Timișoara a Uniunii Scriitorilor, Timișoara, Premiul pentru volumul de teatru Fiul vameșului, 2003, acordat de Filiala Timișoara a Uniunii Scriitorilor, Premiul pentru volumul de teatru Nopți fără heruvim, 2009, acordat de Filiala Timișoara a Uniunii Scriitorilor. Premiul special al juriului pentru dramaturgie, pentru volumele Fiii vameșului și Destin și delir, Editura Palimpsest, 2020, acordat de Uniune Scriitolor din România, Filiala Timișoara. Nominalizări pentru romanele Moștenitorii iadului sau Cartea bolnavă și Iubire fără domiciliu. 
Alte distincții: Diplomă de Excelență pentru merite deosebite obținute în scrisul său, acordată de Direcția Județeană pentru Cultură, Culte și Patrimoniu Național Hunedoara, 2001. Premiul „Pro-Cultura” al Județului Timiș, 2005.

## Opere

### Romane
- Fericiți când renaștem, Editura Facla, 1976 (ediție definitivă, Editura Eurostampa, 2016)
- Noua promisiune, Editura Facla, 1980 (ediție revăzută, David Press Print, 2020)
- Scoica de aur, Editura Facla, 1984
- Călătorie spre dragoste, Editura Facla, 1988
- Cine rămâne treaz, Editura Excelsior, 1994; ediție revăzută în Starea de veghe, Eurostampa, 2022
- Moștenitorii iadului sau Cartea bolnavă, Editura Palimpsest, 2005; ediția a II-a, Eurostampa, 2024
- Iubire fără domiciliu, Palimpsest, 2011 (ediție revizuită a Călătorie spre dragoste)
- Oul apocaliptic, Palimpsest, 2024
- Purgatoriu (povestiri), Editura Renașterea, 1996

### Poezie
- Tânguirea iconarilor, Helicon, 1995
- Ospățul solemn, Eubeea, 1998 (antologie, Palimpsest, 2016)
- Iluminări / Illuminations (ediție bilingvă română-franceză), Poètes à vos plumes, Paris, 2016
- Infinitul singur, Palimpsest, 2022

Tradus în limbile: sârbă, germană, engleză, maghiară

### Piese de teatru
- Râzi, nebunule, și pentru mine!  1997
- Piscina din mlaștină               1998
- Barca în nisip                        1999
- Artiști de vânzare            1999/2019
- Fiii vameșului      2003/2019
- Atacul bacantelor           2006
- Nopți fără heruvim                  2007/2009
- Oul natal                          2008
- Heruvim și huligan                 2012
- Eșarfa Isadorei                    2012
- Dragoste cu Europa                   2013-2015
- Iubiții și intrusa                         2015
- (Viziune cu) Maria din Magdala   2016
- Delir și destin                       2017
- Oglinzi oarbe                             2018
- Crimă și veghe                         2018
- Îngerul de sânge                       2019
- Ai fost în valuri, Afrodita?       2020
- Saltimbanc de castel           1994/2020
- Portretul doamnei Florina      2020
- Iubirea Eminescu & Veronica       2021
- Tragedia Eminescu                   2022
- Craiul zorilor                            2023
- Minerva                                   2023
- Vreau                                    2024
- Eu sunt iubirea                          2025
- EȘARFA ISADOREI - ISADORA ”S SCARF, traducere în limba engleză by Jozefina Komporaly, Londra, 2024.

### Dramatizări
- Maestrul și Margareta, după Mihail Bulgakov (2020)
- Micul prinț, după Antoine de Saint-Exupéry (2021)
- Madame Bovary, după Gustave Flaubert (2023)
- Inimi cicatrizate, după Max Blecher (2024)

### Spectacole notabile
- Râzi, nebunule..., regia Florin Ionescu (2001)
- Piscina, regia Ion Ardeal Ieremia, FDR (2004)
- Nopți cu Isadora, Teatrul Național Timișoara, regia Sabin Popescu, (2012)
- Maria din Magdala, regia Emanuel Petran, Cluj-Napoca (2022)
- Iubirea Eminescu & Veronica, regia Mădălina Ghițescu, Teatrul „Merlin” (2025)